# Ратов, Михаил Арсентьевич
Михаил Арсентьевич Ратов (31 октября 1894, Тверь — 28 декабря 1937, Москва) — русский и советский футболист. Выступал за команды МКС, «Сокольнический кружок лыжников», «Пролетарка» и в главной армейской команде страны: ОЛЛС и ОППВ.

## Биография
В 1913 году впервые была создана сборная Твери. В состав вошли хавбеки — братья Ратовы: Владимир и Михаил. 8 сентября была обыграна московская команда «Сокольнического клуба лыжников» (СКЛ) (3:1).
А а 1914 года в команду СКЛ были приглашены братья Владимир и Михаил Ратовы.
В составе ОППЛ в 1922 году стал чемпионом Москвы.
Быстрый, техничный центрфорвард, способный также организовать командную игру и повести за собой партнеров.
Прекрасно играл в русский хоккей, был капитаном сборной Москвы в 1924-27 годах и команды ОППВ (так стал называться тогда ОЛЛС) в 1923-29 годах.
Был отличным теннисистом, из-за увлечения которым он и закончил футбольную карьеру, хотя до 1937 года был судьей футбольных матчей.
В 1937 году Михаил Ратов попал под репрессии сталинского режима и 28 декабря был расстрелян в Москве.

## Достижения
Московская футбольная лига / Кубок КФС-Коломяги
- Чемпион: 1922
- Вице-чемпион: 1916
- Бронзовый призёр: 1915

## Личная жизнь
- Брат Ратов, Владимир Арсентьевич